# 一百年很长吗
《一百年很长吗》是由执导过《喜马拉雅天梯》和《我在故宫修文物》的中国大陆导演萧寒所执导的、由杭州潜影文化创意有限公司制作的纪录片系列，该系列分为纪录电影和记录剧集。
纪录电影于中国大陆于2018年12月1日上映；记录剧集于2019年5月8日在优酷和哔哩哔哩联合播出。
该片讲述了在广东佛山学习蔡李佛拳、痴迷于舞狮的小伙子黄忠坚以及怀孕的黄忠坚妻子张雪菲，新疆哈萨克族做马鞍子的老爷子阿合特，做了55年的琵琶的琵琶制作大师李兆霖，东北长白山老林里最年轻的打松子人乔龙，有一手过硬的刻章童子功的陈功完，台湾百年老店翁记卤肉饭的第三代传人翁景钟，绍兴东浦镇酿酒大师沈佰和，中国壁画修复界的泰斗李云鹤一年当中面临的生活故事和人生抉择

## 记录电影

### 宣传上映
2018年10月23日，影片《一百年很长吗》发布众筹预告和定档海报。定档海报由黄海设计，分“粤版”与“疆版”两款，主题为宽厚的手掌之上分别托着故事的两个主人公——舞狮的黄忠坚与牵马前行的阿合特。
2018年12月1日，影片在中国大陆上映，这是继《喜马拉雅天梯》和《我在故宫修文物》之后萧寒第三部走入院线的纪录电影。

## 记录影集
分集
| 集数   | 标题             | 首播日期      | 备注 |
| ------ | ---------------- | ------------- | ---- |
| 第一集 | 破烂大爷竟是大师 | 2019年5月8日  |      |
| 第二集 | 三个女儿一台戏   | 2019年5月8日  |      |
| 第三集 | 另一种高山流水   | 2019年5月13日 |      |
| 第四集 | 敦煌面壁63年     | 2019年5月21日 |      |
| 第五集 | 喜欢就是一辈子   | 2019年5月28日 |      |
| 第六集 | 我的美人去哪儿了 | 2019年6月4日  |      |
| 第七集 | 高空走竹竿       | 2019年6月11日 |      |
| 第八集 | 生活的答案       | 2019年6月18日 |      |
| 第九集 | 超越平凡生活     | 2019年6月25日 |      |

## 主题曲
该片的同名主题曲《一百年很长吗》由演员黄渤演唱，词曲作家为赵照。

## 备注
1. ↑  因为电影篇幅限制，电影仅介绍前面的三位的故事。但影集版出了全部。
2. ↑  优酷和哔哩哔哩的每集标题差异很大，资料来源于哔哩哔哩《一百年很长吗》